# Аврамович, Радойко
Радойко Аврамович (серб. Radojko Avramović / Радојко Аврамовић, род. 29 ноября 1949, Сеница) — югославский и сербский футболист и футбольный тренер, наставник сборной Сингапура с 2003 по 2013 годы. Играл на позиции вратаря.

## Карьера игрока

### Клубная
Начинал свою карьеру в составе «Бораца» из Чачака, позднее перешёл в «Риеку», в составе которой и прославился в Югославии. Позднее играл в Англии за «Ноттс Каунти» и «Ковентри Сити», завершал карьеру в белградском ОФК.

### В сборной
Единственную игру за сборную Югославии провёл 15 ноября 1978 в Скопье против Греции: несмотря на пропущенный гол на 31-й минуте, оставшуюся часть матча отыграл превосходно и помог команде Югославии победить со счётом 4:1.

## Карьера тренера
Есть некоторые данные о том, что Радойко Аврамович работал со сборной Омана, однако доподлинно неизвестно, какую должность он занимал в сборной и был ли в ней вообще. Известно, что в 2000 году он руководил сборной Кувейта на Олимпийских играх в Сиднее, где его команда произвела настоящий фурор и сенсационно выбила из борьбы сборную Чехии, обыграв её со счётом 3:2 (впрочем, сам Кувейт тоже не вышел в плей-офф). В конце 2001 года он официально возглавил сборную Кувейта после ухода Берти Фогтса. Спустя четыре месяца Кувейт выиграл Западноазиатские игры и вышел в четвертьфинал Азиатских игр 2002 года в Пусане. Впрочем, контракт с Аврамовичем руководство футбольной ассоциации разорвало в декабре 2002 года, когда Кувейт не вышел в плей-офф Кубка арабских наций. В 2003 году он возглавил сборную Сингапура по футболу и руководил ею с тех пор 10 лет без перерывов.
В 2004 году он сенсационно выиграл с командой Сингапура чемпионат АСЕАН по футболу, победив 16 января 2005 года в финале сборную Индонезии со счётом 5:2. Впрочем, развить неожиданный успех своей команды ему не удалось: попасть на Кубок Азии 2007 года, который проходил совсем рядом, его команда не сумела, а на Азиатских играх 2006 года в Дохе сборная Сингапура выбыла уже после первого раунда. Это настолько расстроило Аврамовича, что он выгнал из сборной нескольких игроков, назвав их без капли сожаления «халявщиками» и «халтурщиками».
В 2007 году, однако, Радойко и его команда снова стали лучшими на чемпионате АСЕАН, обыграв в двухматчевом финале Таиланд с общим счётом 3:2, защитив титул чемпионов Юго-Восточной Азии. Это принесло сербу неслыханную популярность в стране, а фанаты назвали его «Творцом чудес», забыв все старые обиды и поражения. В сентябре 2007 года пошли слухи о том, что сербский специалист собирается покинуть сборную, поскольку в декабре завершается срок действия его контракта, однако Аврамович после переговоров всё-таки остался в сборной.
Подтвердить свою возрастающую силу, однако, команда снова не сумела: в 2010 году на чемпионате АСЕАН (известном ныне как Кубок Судзуки АФФ) команда не вышла из группы, и это привело к тому, что сборную в январе 2011 года сначала распустили, а затем снова собрали при помощи всё того же Аврамовича. Несмотря на то, что Сингапур в отборочном турнире проиграл все шесть матчей на втором групповом этапе, сербский специалист остался в команде и продолжал в ней работу до 2013 года.
В феврале 2014 года Радойко возглавил сборную Мьянмы, но уже 17 октября 2015 он был уволен с должности решением Федерации. Никаких особых достижений на посту тренера Бирмы Аврамович не добился, выиграв лишь товарищеский турнир «Philippine Peace Cup».

## Достижения

### Футболист
- Кубок Югославии 1977/1978
- Победитель Второго дивизиона Футбольной лиги 1972/1973, 1984/1985

### Тренер
- Победитель Западноазиатских Игр: 2002
- Чемпион Омана: 2003
- Бронза Игр Юго-Восточной Азии: 2007
- Чемпион АСЕАН (3): 2004, 2007, 2012
- Philippine Peace Cup: 2014